# Rhimphoctona teredo
Rhimphoctona teredo är en stekelart som först beskrevs av Hartig 1847.  Rhimphoctona teredo ingår i släktet Rhimphoctona och familjen brokparasitsteklar. Arten är reproducerande i Sverige. Inga underarter finns listade i Catalogue of Life.